# La Conquête de Jérusalem
La Conquête de Jérusalem est un roman de Myriam Harry publié en 1903 aux éditions Calmann-Lévy et ayant reçu le 28 janvier 1905 le tout premier prix Femina, pour l'année 1904, créé afin de contrebalancer le prix Goncourt.

## Éditions
- Éditions Calmann-Lévy, 1903
- Éditions Flammarion, 1928 ; rééd. 1932